# Sara Sampaio

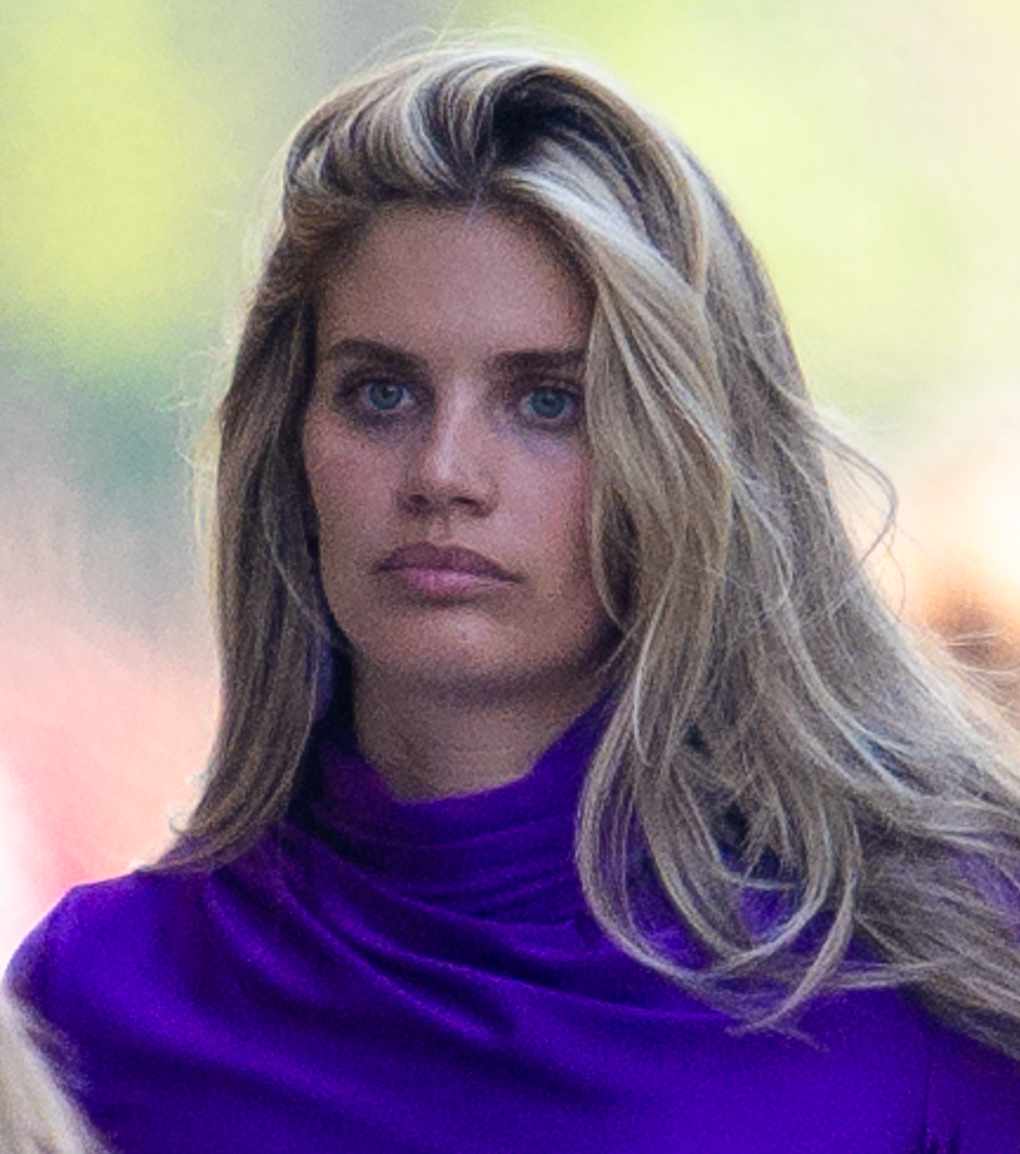
Sara Sampaio (2025)

Sara Pinto Sampaio (* 21. Juli 1991 in Porto) ist ein portugiesisches Model und Schauspielerin.
Sara Sampaio gewann 2007 einen Model-Wettbewerb der Marke Pantene. Die nächsten Jahre war sie als Model für Werbekampagnen von Axe, Replay, Salsa Jeans und Calzedonia gebucht. Als Covermodel war sie auf der Vogue, Elle und Harper’s Bazaar zu sehen. Als bestes weibliches Model wurde sie 2011, 2012, 2014, 2015 und 2016 mit dem Globo de Ouro geehrt. 2014 und 2015 war sie in der Sports Illustrated Swimsuit Issue zu sehen.
Von 2013 bis 2018 lief sie bei den Victoria’s Secret Fashion Shows und war ab 2015 ein Victoria’s Secret Angel.
Sampaio tritt seit 2017 als Schauspielerin in Film und Fernsehen in Erscheinung. Ihr Schaffen umfasst rund ein Dutzend Produktione, darunter auch Musikvideos.

## Filmografie (Auswahl)
- 2018: Carga
- 2021: Crisis
- 2021: Sombra (Fernsehserie, 2 Folgen)
- 2022: Wifelike
- 2023: At Midnight
- 2025: Superman